# Ісаак Альбеніс
Ісаа́к Альбе́ніс (кат. та ісп. Isaac Manuel Francisco Albéniz i Pascual, повні прізвище та ім'я — Ісаак-Мануель-Франсіско Альбеніс-і-Паскуал, нар. 29 травня 1860, Кампрудон, кумарка Ріпульєс, Каталонія — пом.18 травня 1909, Камбо-ле-Бен, франц. Піренеї) — іспанський композитор і піаніст; співавтор національного стилю в іспанській музиці (елементи народної музики, переважно андалузької); фортепіанні твори (цикли Cantos de España, 1886; Iberia 1905 — 09; Наварра, симфонічна сюїта Каталонія, 1899), опери, пісні.

## Творчість
У своїх творах Альбеніс широко використовував іспанський музичний фольклор (фортепіанна рапсодія «Каталонія», фортепіанні п'єси «Кордова», «Севілья», «Гренада», «Сегідилья» та ін.). 
В творчості останнього періоду відчувається певний вплив імпресіонізму.